# Schweizer 300C
Der Schweizer 300C (vorher: Hughes 300C, auch Hughes 269C) ist ein Leichthubschrauber, der in der Pilotenschulung, für Beobachtungszwecke, Polizeiaufgaben, Agrareinsätze und in der Sportfliegerei eingesetzt wird. Er ist mit einem Kolbentriebwerk ausgerüstet.

## Hintergrund der Entwicklung
Der Schweizer 300C ist eine Weiterentwicklung des Hughes Model 269 (Bezeichnung der militärischen Version: YHO-2HU und TH-55A). Der 300C (ursprünglich als Hughes 269C bezeichnet) entstand aus dem vom Modell 269A abgeleiteten und etwas vergrößerten Modell 269B (vertrieben als Hughes 300); der Hauptunterschied zu den Vorgängern war die Verwendung des stärkeren Triebwerks Lycoming HIO-360 D1A mit 190 PS und ein von 7,71 m auf 8,14 m vergrößerter Hauptrotordurchmesser. Der 300C hatte seinen Erstflug am 6. März 1969 und erhielt die FAA-Zulassung im Mai 1970.
Nach Produktion von 2800 Hubschraubern aller Versionen der Serie Model 269/300/TH-55A durch das Unternehmen Hughes Helicopters wurde die Lizenzfertigung im Juli 1983 von der Schweizer Aircraft Corporation übernommen. Die Fertigung in Elmira (New York) begann im November 1983, die erste bei Schweizer gebaute Maschine flog im Juni 1984. 1986 sicherte sich das Unternehmen Schweizer endgültig alle Rechte an der Modellreihe 269 von dem Unternehmen McDonnell Douglas, das 1984 den Lizenzgeber Hughes aufgekauft hat. Zu dieser Zeit wurde die Maschine kurz als Schweizer-Hughes 300C bezeichnet, später nur noch als Schweizer 300C.
2004 wurde Schweizer von der Sikorsky Aircraft Corporation übernommen und firmiert seither als Tochterunternehmen von Sikorsky, der ursprüngliche Unternehmensname (Firma) wurde beibehalten. Seither wird der Hubschrauber unter der Bezeichnung Schweizer™ S-300C™ Helicopter der seit 2009 als Sikorsky Global Helicopters firmierenden Unternehmenssparte für zivile Luftfahrzeuge vermarktet. Die Variante 300CBi ist ebenfalls im Lieferprogramm.
Trotz dieser wechselvollen Geschichte haben sich sowohl Grundkonstruktion als auch das optische Erscheinungsbild der Maschine in all diesen Jahren nur unwesentlich verändert. Auch lautet der im deutschen Privatpilotenschein-H erforderliche Lizenzeintrag (die Musterberechtigung) für die gesamten Modelle 269A, -B, -C sowie 300C, -CB und -CBi sowie die Breda Nardi 269 nach wie vor auf „Hu 269“.

## Aufbau

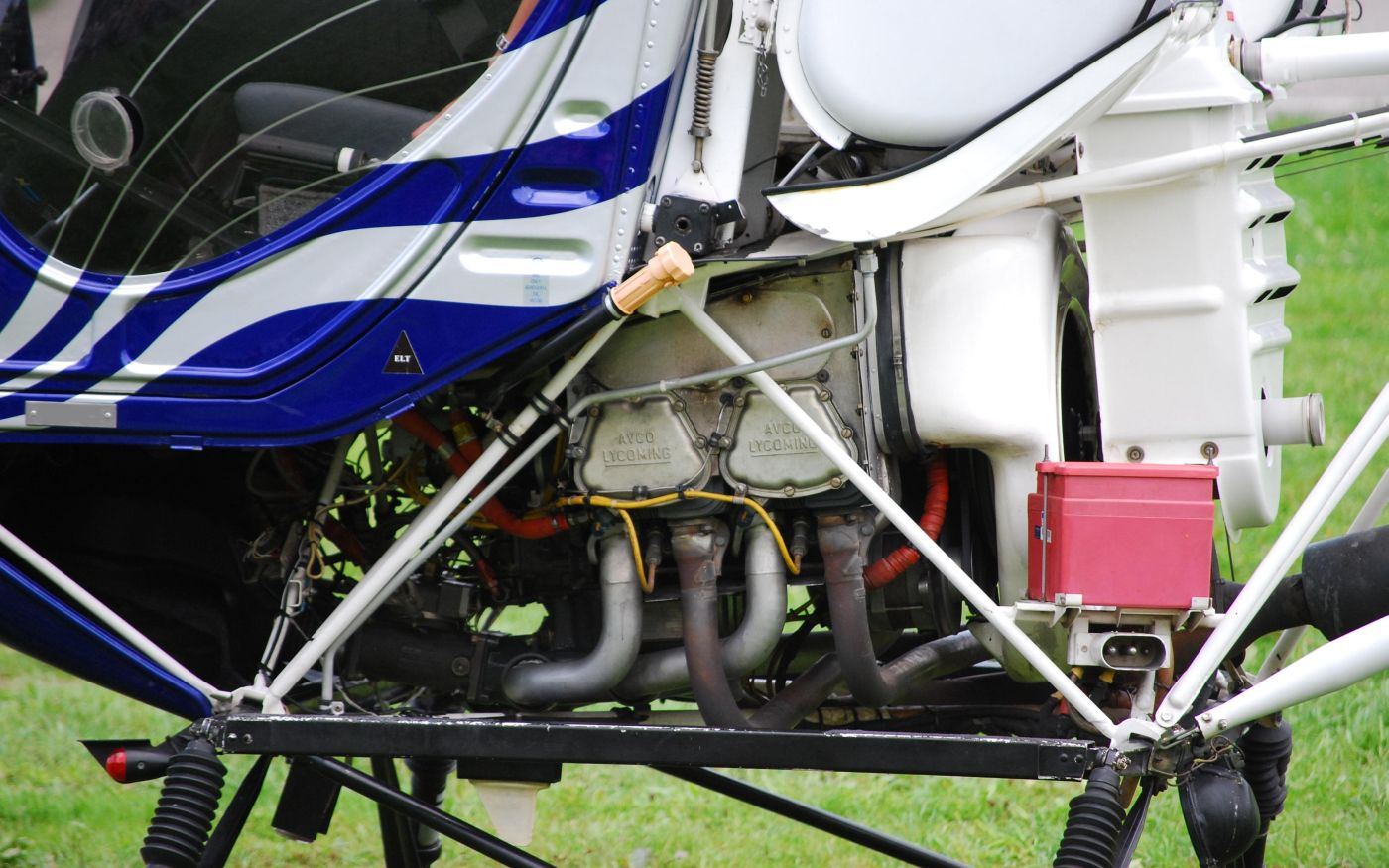
Triebwerkseinbau beim Modell 269/300

Der 300C ist in klassischer Haupt-/Heckrotor-Konfiguration aufgebaut. Der Hauptrotor hat drei Rotorblätter und ist in der Draufsicht links (gegen den Uhrzeigersinn) drehend. Der Rotorkopf hat ein starres Zentralstück und Schlag- und Schwenkgelenke mit Elastomerdämpfern. Der Zweiblatt-Heckrotor ist auf der linken Seite des nach unten abgestrebten Heckauslegers angebracht und wird vom Hauptgetriebe aus über eine Welle angetrieben. Alle Steuerungselemente werden direkt mechanisch angelenkt, es sind keine hydraulischen Steuerhilfen erforderlich.
Die Rumpfzelle besteht im zentralen Teil aus einem Rohrfachwerk, einem geschlossenen, zum größten Teil verglasten Cockpit mit zwei Sitzen nebeneinander und einem Kufenlandegestell mit Stoßabsorbern. Der luftgekühlte und mit einem Kühlgebläse ausgestattete Vierzylinder-Boxermotor Lycoming HIO-360 D1A ist in liegender Position offen hinter dem Cockpit und unter dem Hauptgetriebe eingebaut. Die zwei Kraftstoffbehälter befinden sich beidseitig oberhalb des Motors und knapp hinter dem Hauptrotormast.

## Varianten

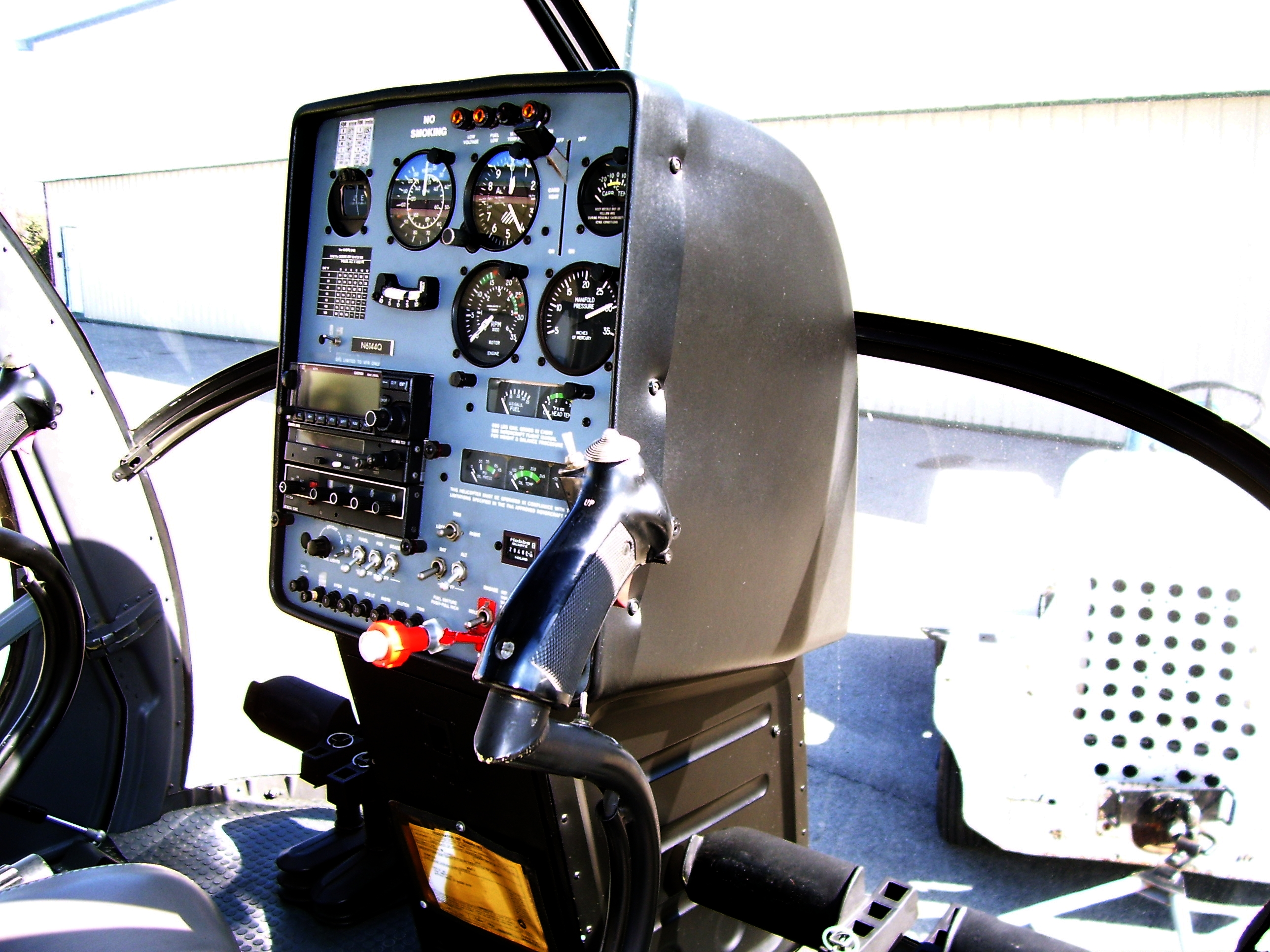
Instrumentenbrett einer Schweizer 300

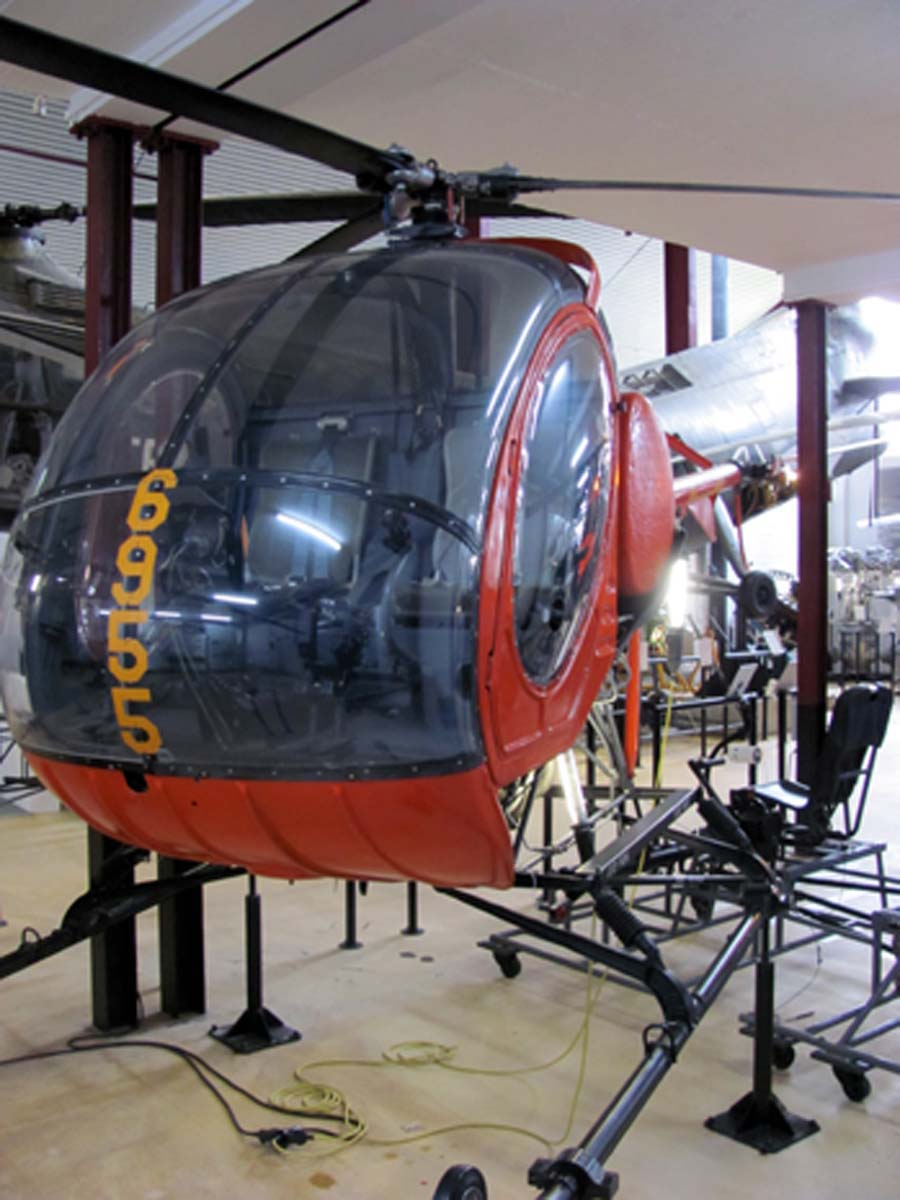
Die militärische Version Hughes TH-55A im Hubschraubermuseum Bückeburg

### Schweizer 300CBi
Der 2002 eingeführte S-300CBi ist eine auf die Anforderungen des Pilotentrainings abgestimmte Variante. Durch die Verwendung des schwächeren Textron Lycoming HIO-360 G1A mit Saugrohreinspritzung mit 132 kW anstelle des Vergasermotors des 300C wurde die Anfälligkeit für Vergaservereisung beseitigt, ferner ist eine Vorrichtung zum automatischen Einkuppeln und Hochfahren des Rotors zum Schutz vor Motor-Überdrehzahlen installiert. Dadurch werden Fehlbedienungen verhindert und die Handhabung im Schulbetrieb erleichtert. Die Abmessungen sind weitgehend identisch mit dem 300C, die Flugleistungen und die Zuladung sind geringer.

### Projekt Firefly
Auf der EAA AirVenture Oshkosh wurde von Sikorsky im Juli 2010 das Projekt Firefly als Prototyp vorgestellt. Der Hubschrauber basierend auf der Schweizer 300C ist mit einem 190-PS-Elektromotor ausgestattet, der seine elektrische Energie aus einem Lithium-Ionen-Akkumulator mit 300 Zellen bezieht, die eine elektrische Spannung von 370 Volt liefern. Der Hubschrauber wurde von Eagle Aviation Technologies adaptiert. Es gibt jedoch bis heute (August 2015) keine Information, dass der Erstflug tatsächlich erfolgt ist. Geflogen werden kann nur mit Pilot ohne Zuladung und weitere Passagiere, wobei die Flugzeit rund 5 bis 10 Minuten und die Geschwindigkeit etwa 80 Knoten betragen soll.

## Technische Daten
| Kenngröße                         | Daten S-300C                                                                  |
| --------------------------------- | ----------------------------------------------------------------------------- |
| Sitzplätze                        | 1 Pilot + 1 Flugschüler oder 1 Pilot + 2 Passagiere                           |
| Hauptrotordurchmesser             | 8,18 m                                                                        |
| Heckrotordurchmesser              | 1,30 m                                                                        |
| Hauptrotordrehzahl                | 471/min                                                                       |
| Gesamtlänge mit laufenden Rotoren | 9,40 m                                                                        |
| Rumpflänge                        | 6,76 m                                                                        |
| Spurweite der Landekufen          | 1,99 m                                                                        |
| Höchstgeschwindigkeit             | 176 km/h                                                                      |
| Reisegeschwindigkeit              | 159 km/h                                                                      |
| Antrieb                           | ein Textron Lycoming HIO-360 D1A mit 190 PS (141 kW) Start- und Dauerleistung |
| Leergewicht                       | 499 kg                                                                        |
| Abfluggewicht (MTOW)              | 930 kg                                                                        |
| Zuladung                          | 431 kg                                                                        |
| Tankinhalt                        | Standard 120 l (32 US.liq.gal.)                                               |
| Tankinhalt                        | optional 240 l                                                                |

## Ähnliche Hubschraubertypen
- Robinson R22
- Bell 47 (Oldtimer, nicht mehr in Produktion)
- RotorWay Exec (Bausatzhubschrauber ähnlicher Größe)
- Enstrom F-28
- Cabri G2